# Lagunaria patersonii
Lagunaria patersonii är en malvaväxtart som först beskrevs av William Aiton, och fick sitt nu gällande namn av George Don jr. Lagunaria patersonii ingår i släktet Lagunaria och familjen malvaväxter. Inga underarter finns listade i Catalogue of Life.